# 行西王母筹
行西王母筹，也叫“传行西王母筹”、“传行诏筹”、“行诏筹”、“行筹”、發生於汉哀帝建平四年（前3年），當年春季，出现了大旱，此前又有地震、日食等灾异。在该年的正月到三月间，关东的民众突然惊惶奔走，他们手持一枚“稾”或“棷”，互相传递，说這枚“稾”是“行西王母诏筹”，道路上手持“行西王母诏筹”的人數达“千数”。这些人有的披髪赤脚，有的连夜冲击關卡，有的翻越城墻，有的骑马驾车奔驰，共经历二十六个郡国而到达京师长安。當年夏季，關東民眾和长安民众聚集在里巷、阡陌，设置博具，用歌舞来拜祠西王母。还有人在夜晚持火上屋，敲鼓呼号，在月下向西王母祷告。祭拜西王母的民眾传书说：西王母告诉百姓，佩戴此书者可以不死；如果不信，在门枢下会看到白发（指的是西王母）。该事件到當年秋季止歇。

## 背景
汉朝人认为，西王母主宰长生，能够赐福解难。传说西王母有不死之药。汉景帝时，刘安及其宾客所撰《淮南子·览冥训》曰：“羿请不死之药于西王母。” 漢武帝时，司马相如所撰《大人赋》曰：“吾乃今日睹西王母……必长生若此而不死兮，虽济万世不足以喜。”而在《太平经·师策文》提到“乐莫乐乎长安市，使人寿若西王母，比若四时周反始，九十字策传方士”，可能是关东群众前往长安的原因。建平四年出现的一系列灾异造成了关东民众的恐慌，民众奋力赶到长安，奉达西王母的诏筹和旨意，将避祸的希望寄托于主宰长生的西王母，企盼她的庇护和拯救。

## 影响
事件发生后，朝野震动，因为事件突然发生，又缘由又似乎不明，且未见结果，故时人多称这场骚动是民众“讹言行筹”，该事件成为一部分官员批评时政的依据。丞相王嘉就认为事件的发生与汉哀帝宠幸董贤而引起。杜邺认为这一事件与汉哀帝祖母傅太后干政有关："《春秋》灾异，以指象为言语""西王母，妇人之称。""白发，衰年之象，体尊性弱，难理易乱""今外家丁、傅并侍帷幄，布于列位，有罪恶者不坐辜罚，亡功能者毕受官爵""指象昭昭，以觉圣朝。" 杜邺认为“西王母”、“白发”等征兆的含义，是“妇人之称”，是“衰年之象，体尊性弱，难理易乱”等。但在王莽执政后，则将该事件和太皇太后王政君联系在一起，把“行西王母诏筹”解释为王政君“获西王母之应，神灵之征”，说她是安佑汉室的女主。王莽称帝后，又解释说“世传行诏筹，为西王母共具之祥”是王政君的瑞应，昭示其“当为历代母”。